# عزلة حبيل الريدة (لحج)

تعديل مصدري - تعديل

عزلة حبيل الريدة هي إحدى عزل مديرية حالمين في محافظة لحج اليمنية ويبلغ تعداد سكانها 27871 نسمة حسب التعداد السكاني في اليمن لعام 2004.

## روابط خارجية
- الجهاز المركزي للإحصاء بالجمهورية اليمنية
- المركز الوطني للمعلومات باليمن
- World Gazetteer:Yemen
- الدليل الشامل